# Келог коледж (Оксфорд)
Келог-коледж (Kellogg College) — один з коледжів Оксфордського університету, 36-й. Заснований в 1990 році. В даний час тут навчається менше тисячі учнів з близько 90 країн.